# Betty Paërl
Betty Paërl (1935 – 2022) was een wiskundige, schrijfster, dominatrix en activiste voor transgenderrechten.

## Biografie

### 1935 – 1968
Betty Paërl werd als jongen (met de naam Eric) geboren. Ze trouwde op haar 22ste met Hetty van Driel. Ze studeerde wiskunde, een wetenschap die een levenslange liefde zou betekenen. Betty Paërl behaalde in 1968 een doctoraat in de wiskunde en gebruikte de wiskundige modellering van ‘catastrofe’ om haar levenservaring te kaderen: ‘een klein verschil in gedrag, gegeven de sociale polarisatie van geslacht, kan grote gevolgen hebben’. Ze werd universitair docent aan de Universiteit van Amsterdam (UvA).

## Politiek activisme

### 1968 - 1978
Paërl deed mee met Provo, een Nederlandse anarchistische protestbeweging. Ze zag zichzelf als communist. Ze was actief in het Suriname Comité. Dit comité werd in 1970 opgericht om actie te voeren voor de onafhankelijkheid van Suriname. Ze werkten mee aan het Suriname Bulletin, ze maakte informatieve pamfletten, produceerde films en gaf lezingen en trainingen.

#### Dekolonisatie
Na de onafhankelijkheid van Suriname in 1975 was Paërl kritisch. Ze vond dat de onafhankelijkheid het begin zou moeten zijn van een omvangrijk dekolonisatie proces. Zij was van mening dat belangrijke buitenlandse bedrijven de natuurlijke hulpbronnen van Suriname exploiteerden en dat de onafhankelijkheid van het land voor zijn bevolking een holle zaak zou blijven totdat deze praktijk zou ophouden.

#### Oog voor klassenstrijd en racisme
Over het koloniaal verleden van Suriname en de rol van Nederland als overheerser schreef Paërl boeken (zie: Selectie van werken). Zij was ook redacteur van De Uitbuiting van Suriname.  Haar werk focuste zich op de klassenstrijd in het mondiale Zuiden na de Tweede Wereldoorlog. Ze had oog voor racisme; ze zag dat klasse en ras elkaar beïnvloeden en versterken. In 1973 reisde ze samen met Hetty Paërl drie maanden door Suriname en maakte drie documentairefilms op Super8 film. Betty Paërl bediende de Super 8 camera, Hetty Paërl zorgde voor het geluid.

## Seksueel activisme

### 1978 - 1980
Paërl deed haar hele leven aan travestie voordat ze in transitie ging; de wens om volledig vrouw te zijn ontstond nadat ze van haar vrouw scheidde. Vanaf 1978 was Paërl bezig met haar transitie. Ondanks de gevierde seksuele vrijheid in haar kringen, bleek de sociale acceptatie van transgender personen hard tegen te vallen. Hetty Paërl en haar zoon verbraken het contact met Betty Paërl, en ook binnen haar activistische omgeving merkte ze weinig acceptatie. Ze schreef hier over in De Waarheid.

#### Radicaal pervers
Paërl had een hekel aan taboes. Ze streed voor erkenning als transpersoon en was heel open over haar plezier in seksueel geladen optredens en experimenten. Ze werkte als sekswerker. Ze noemde zichzelf 'radicaal pervers'. Als wetenschapper ontwikkelde ze vanuit wiskundige theorieën het ‘catastrofe-model’, dat stelt een klein verschil in gedrag grote gevolgen heeft binnen een context van strikte gendernormen.

#### Dominatrix en journaliste
Toen ze in 1988 niet meer bij de Universiteit van Amsterdam werkte, ging ze aan de slag als fulltime dominatrix en journaliste. Een goede combinatie want ze schreef over sadomasochisme, pleitte voor pornografie en zette zich in om vooroordelen over transgenders, sekswerk en seksueel genot uit te bannen. Ze kreeg nationale bekendheid met haar werk op radio, kranten, tv en tijdschriften, zoals Slechte Meiden, het magazine van het COC Sek, lesbisch magazine Diva en Wild Side Magazine.

### 1982 - 1994

#### Theater
Betty Paërl was acteur in een aantal queer theaterstukken en monologen, onder meer Portable Vaudeville en Verkeerde verhalen, die werden uitgevoerd in de Stadschouwburg en theater Frascati.

## Homomonument
In 1986 verzamelde Paërl, net als vele andere lhbtiq+ activisten, met haar escortservice geld in voor het realiseren van het Homomonument in Amsterdam. Elk jaar wordt op deze plek op of rond 20 november de Transgender Gedenkdag gehouden.

## Bijzondere Amsterdammer
In 2024 heeft journalist en publicist Bamber Delver met zijn boek 'De vrije vogels van Amsterdam' een ode gebracht aan 100 paradijsvogels en dwarsliggers van de stad, waartoe hij ook Betty Paërl rekende. 

## Selectie van werken

### Boeken
- Kross, Marcel, Megens, Ernst, Paërl, Eric (red.) (1970). De Uitbuiting van Suriname. Socialistische Uitgeverij Nijmegen (SUN), Nijmegen. ISBN 9789061680284. (vijfde druk 1974)
- Paërl, Eric (1971). Nederlandse macht in de Derde Wereld: Een inventarisatie van economische belangen. van Gennep, Amsterdam. ISBN 9789060120965.
- Paërl, Eric, Paërl, Hetty (1972). Klassenstrijd in Suriname. SUN, Nijmegen. OCLC 613155080. (SUN-schrift 59)
- Paërl B., 1973. Nationalisme van de Klassenstrijd . Leiden: Nesbic-bulletin
- Paërl B., 1980a. Geluidsfilm Handboek . Amsterdam: Focus
- Unbehaun K., 1978. Perfecte filmtrucs . Vert. Paërl B. Amsterdam: Focus.

### Artikelen uit tijdschriften en kranten
- Paërl B., 1984. Betty Paërl over transseksualiteit: de hermafroditische oplossing. Prothese (1984) 20, blz. 8-9.
- Paërl B., 1987. Billen. Sek, 17 (1987) 5 (mei), p. 32.
- Paërl B., 1985. Fetisjisme: fetisjistische aspekten van kleding. Slechte Meiden (1985) 4 (sep), p. 8-11.
- Paërl B., 1980b. Transseksuelen worden vaak verkeerd begrepen. de Volkskrant, 5 december, p. 13
- Paërl B., 1981. Transseksueel. De Waarheid, 4 mei, p. 6
- Paërl B., 1984a. Een pleidooi voor de werkers in de seksindustrie. De Waarheid, 7 juli, p. 4
- Paërl B., 1984b. SM is een vorm van seksuele rebellie: het pervers-feminisme van Pat Califia. Homologie, 6(5), pp. 5–7
- Paërl B., Califia P., Arnone J., 1984. Vrouw-zijn is een maatschappelijke constructie. Prothese, 23 oktober, blz. 6–7

### Films
- Brokopondo, 1973. Film. Regie: B. Paërl en H. Paërl. NL.
- Mariënburg maakt zich vrij, 1973. Film. Regie: B. Paërl en H. Paërl. NL.
- Rietkappers, 1973. Film. Regie: B. Paërl en H. Paërl. NL.

Deze films gingen in première op Cinestud in 1973 in Amsterdam.

### Vertalingen
- Califia P., 1983. Zij imiteren precies de hetero's: spelen met rollen en omkeren. Vert. Paërl B. Slechte Meiden . (nov), blz. 2-7.
- Unbehaun K., 1978. Perfecte filmtrucs . Vert. Paërl B. Amsterdam: Focus.